# Cogumelo Records
Cogumelo Records (známé i jako Cogumelo Discos e Fitas a Cogumelo Produções) je brazilské nezávislé hudební vydavatelství založené v roce 1985 (v letech 1980–1985 to byl hudební obchod) v Belo Horizonte, hlavním městě brazilského státu Minas Gerais. Zakladateli jsou João Eduardo de Faria Filho a Creusa Pereira de Faria.
Specializuje se na metal, hardcore a punk.

## Kapely
Neúplný seznam kapel, které vydaly album u Cogumelo Records:
- Attomica
- Chakal
- Hammurabi
- Holocausto
- Mutilator
- Overdose
- Ratos de Porão
- Sagrado Inferno
- Sarcófago
- Sepultura
- Siecrist
- Siegrid Ingrid
- The Mist
- Vulcano
- Witchhammer